# Compilação cruzada
Um compilador cruzado (inglês: cross compiler) é um compilador que é capaz de produzir código executável para uma plataforma diferente da qual o compilador está sendo executado. Esses compiladores são usados para compilar para uma plataforma que não pode sustentar satisfatoriamente uma compilação, como sistemas embutidos e microcontroladores que não possuem um sistema operacional.